# Clan Brodie
Brodie ist der Name eines schottischen Clans in Moray.

## Herkunft des Namens
Der Name leitet sich vom gälischen Wort ‚brothaig‘ her, das Graben bedeutet. Wahrscheinlich beruht der Name auf einem Graben, der sich von der Ortschaft Dyke nach Brodie Haus hinzieht. Der Name wäre somit geographischen Ursprungs. 

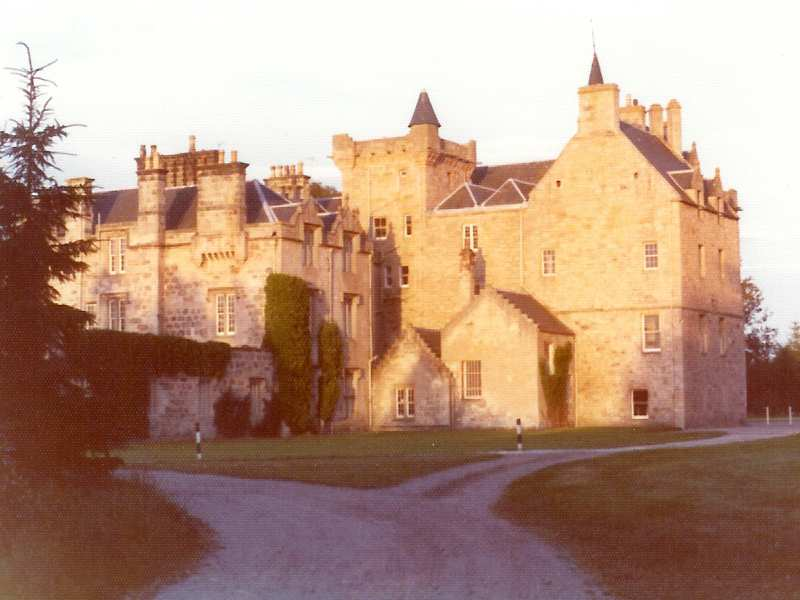
Clansitz: Brodie castle

## Geschichte des Clans
Zwar wurden alle wichtigen Urkunden, die die Geschichte der Familie und des Clans beleuchten könnten, während der Zerstörung des Familiensitzes durch Lewis Gordon, 3. Marquess of Huntly, entweder verbrannt oder weggebracht, doch um das Jahr 1311 erhielt Michael, Thane of Brodie und Dyke, die Ländereien seines Vaters Malcolm durch König Robert de Bruce urkundlich garantiert. Schon sein Vater Malcolm war Thane of Brodie unter König Alexander III. von Schottland. Ein weiteres Dokument aus der Zeit König Robert de Bruces bezeugt, dass sich Michael Brodie mit der mächtigen Abtei von Pluscarden anlegte, um seinen Herrschaftsbereich und Einfluss zu erweitern. Die nachfolgenden Generationen waren darauf bedacht, ihren Einfluss durch Heirat zu erweitern. Außer einigen lokalen Konflikten, vor allem mit den Gordons, lebten die Brodies in Ruhe. 1650 versuchte Alexander Brodie of Brodie (1617–1680) König Charles II. als König nach Schottland zu kommen.
Im Jahre 1727 wurde sein Namensvetter Alexander Brodie of Brodie zum Lord Lyon King of Arms. Die Familie scheint öffentliche Ämter gescheut zu haben. 
1980 übergab Ninian Brodie of Brodie den Stammsitz des Clans, Brodie Castle, dem National Trust for Scotland.
ChiefAlexander Tristan Duff Brodie of Brodie. Clansitz ist das Brodie Castle.
Das Motto des Clans lautet Unite („Einigkeit“). Das Abzeichen zeigt eine rechte Hand, die Pfeile in die Luft hält. Die Pflanze des Clans ist das Immergrün.

## Bilder

Clan-Abzeichen mit Motto
Wappen der Brodie of Brodie
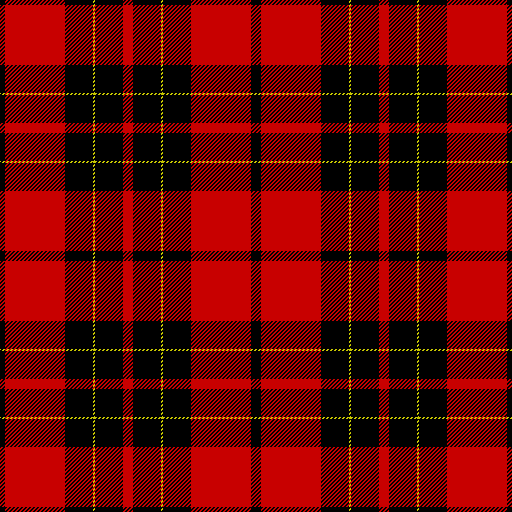
Tartan
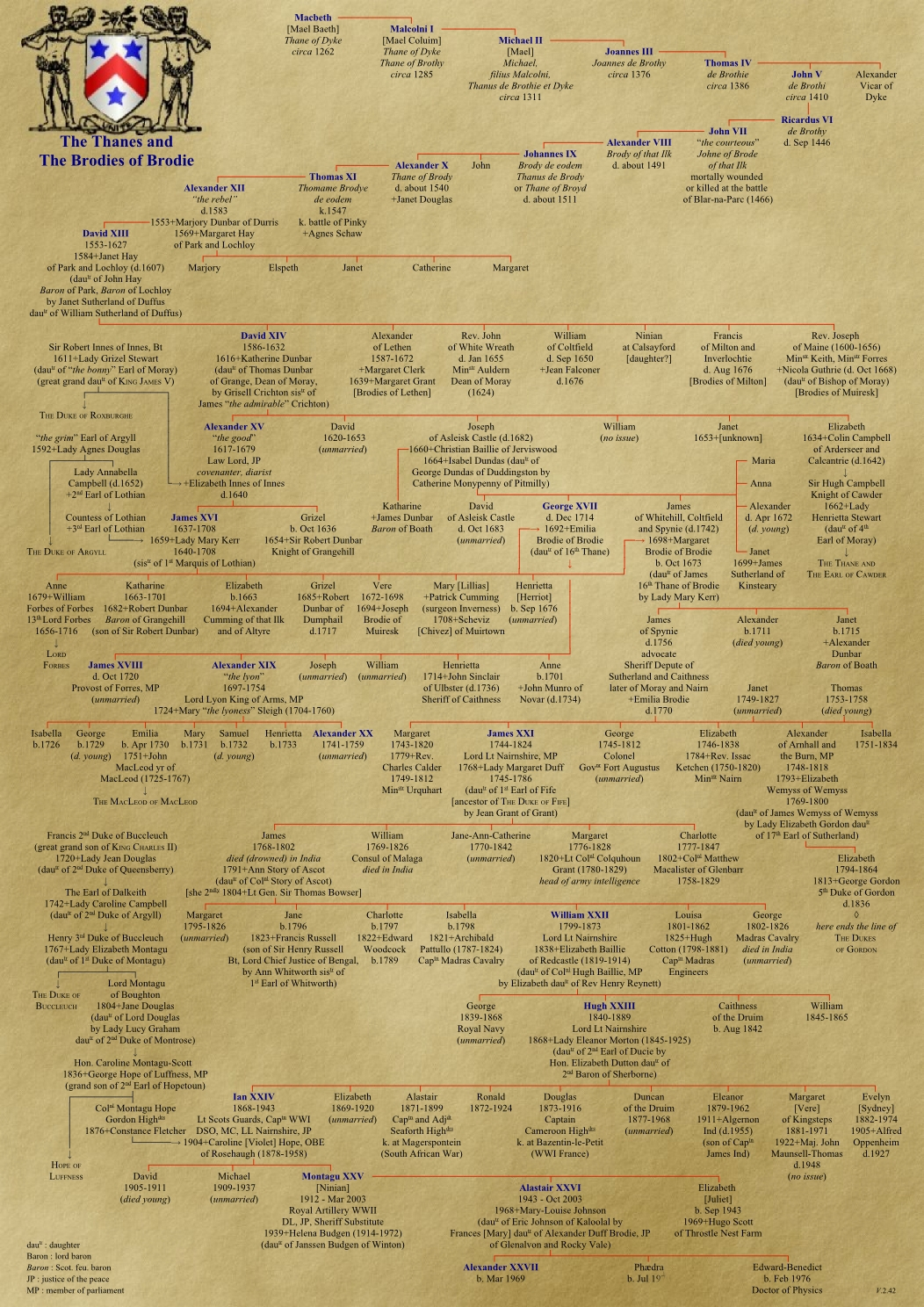
Genealogische Tafel der Chiefs des Clan Brodie
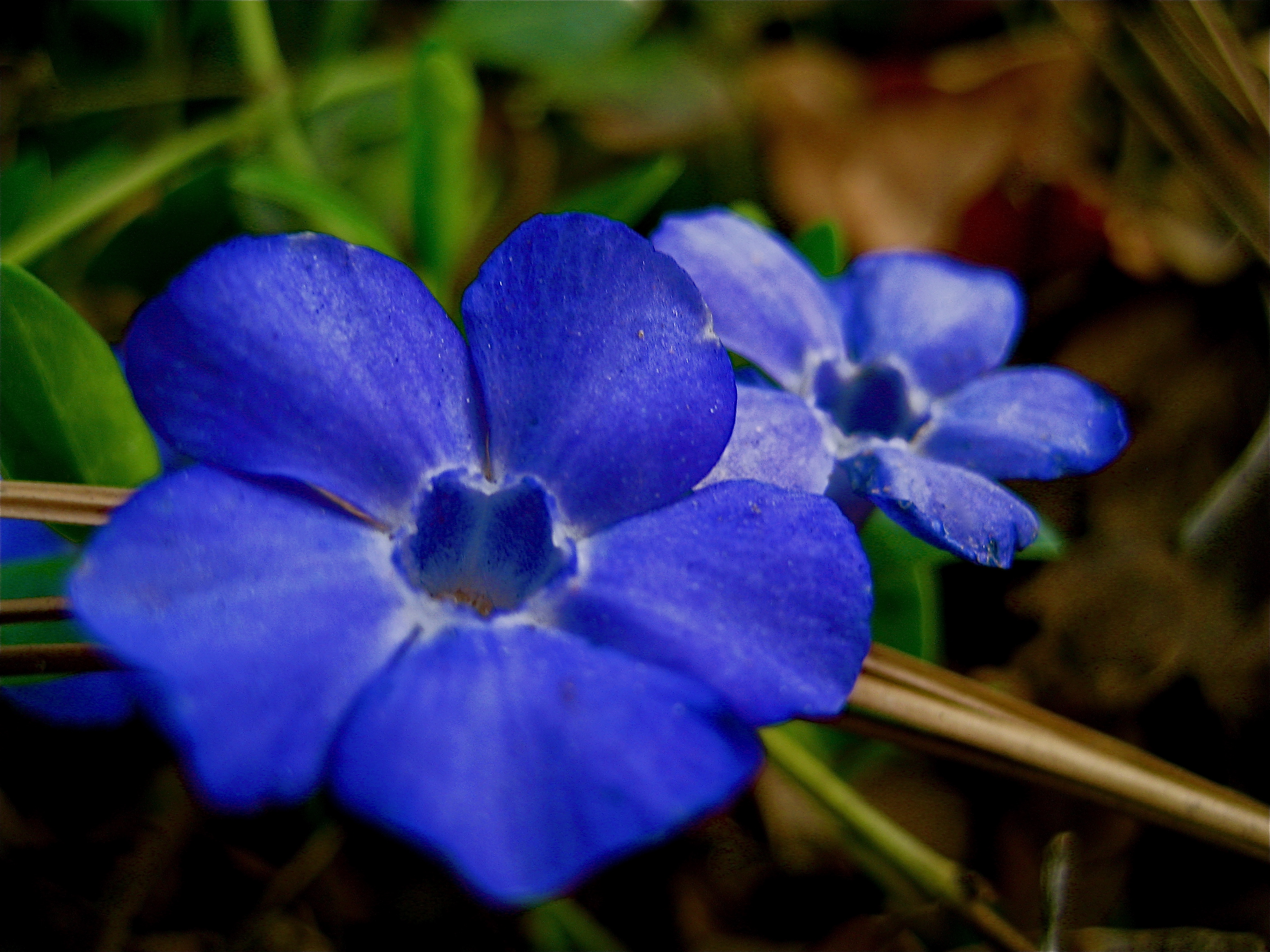
Clanpflanze: Immergrün

## Untergruppen
- Brodie of Lethen
- Brodie of Eastbourne